# Daniel Carvalho (instrumentista)
Daniel Negrão de Carvalho (Rio de Janeiro, 27 de janeiro de 1979) é um baixista, tecladista, técnico de gravação e produtor musical brasileiro.

## Biografia
Daniel Negrão de Carvalho nasceu no RIo de Janeiro em 1979 e é filho do músico Dadi Carvalho, irmão do também músico André Carvalho, sobrinho dos também músicos Mú Carvalho e Sérgio de Carvalho.
Autodidata, teve como professor Ivan Fonseca. Daniel cursou alguns períodos na ESDI (Escola Superior de Desenho Industrial da Universidade do Estado do Rio de Janeiro), porém não continuou, a fim de prosseguir a carreira artística.
Foi assistente no estúdio Geleia Geral e no Toca do Bandido, de Tom Capone, produzindo discos como "Maria Rita" (Maria Rita) e "O Silêncio Q Precede o Esporro" (O Rappa). Também trabalhou com diversos artistas, como Cássia Eller, Adriana Calcanhotto, Thalma de Freitas, Marisa Monte, Ivete Sangalo e Moreno Veloso.
Além da carreira na música, trabalhou na televisão, nos programas "Um Pé de Quê?", da TV Futura e "Fantástico", da Rede Globo.

Carvalho também foi responsável pelas trilhas sonoras dos filmes Árido Movie (dirigido por Lírio Ferreira), 2 Filhos de Francisco (dirigido por Breno Silveira), Meu Tio Matou um Cara (dirigido por Jorge Furtado), Bendito Fruto (dirigido por Sergio Goldenberg), Lisbela e o Prisioneiro (dirigido por Guel Arraes), Casseta & Planeta: A Taça do Mundo É Nossa (dirigido por Lula Buarque de Holanda)